# Targa Florio 1950

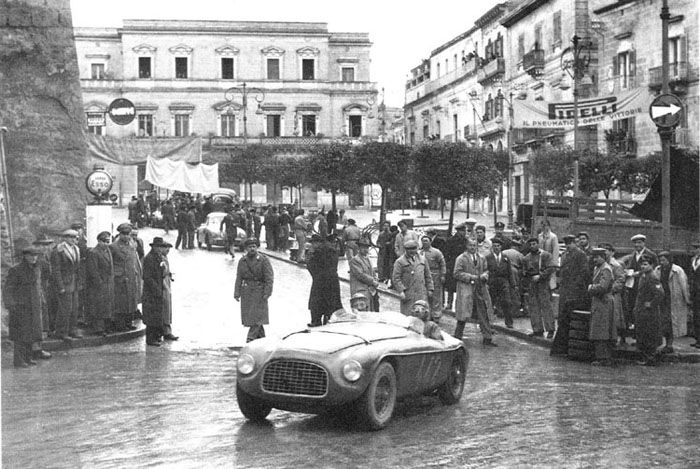
Die zweitplatzierten Inico Bernabei und Tullio Pacini im Ferrari 166 MM

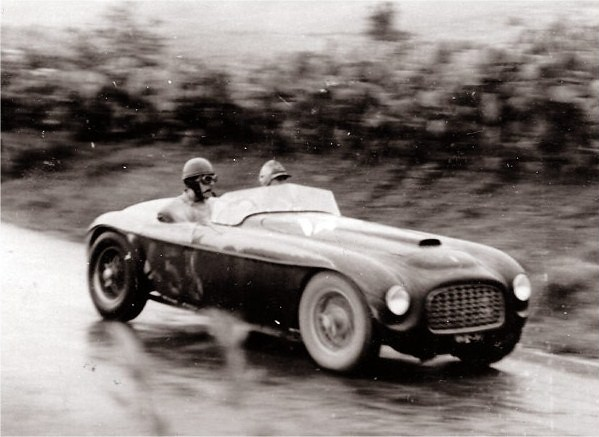
Gianni Marzotto im Ferrari 195S Spider

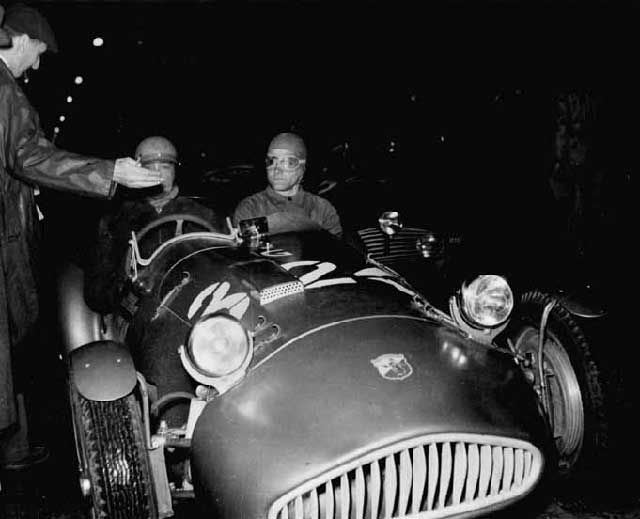
Emilio Romano im Cisitalia-Abarth 204 A Spyder Sport. Im baugleichen Wagen bestritt Tazio Nuvolari seine letzte Targa Florio

Die 34. Targa Florio, auch XXXIV Targa Florio, war ein Straßenrennen auf Sizilien und fand am 3. April 1950 statt. Gleichzeitig war das Rennen der zehnte Giro di Sicilia, auch 10° Giro di Sicilia.

## Das Rennen

### Die Route
Palermo – Trapani – Marsala – Castelvetrano – Sciacca – Agrigento – Caltanissetta – Enna – Gela – Ragusa – Noto – Siracusa – Catania – Messina – Sant’Agata di Militello – Cefalù – Palermo

### Teams, Hersteller und Fahrer
1950 sollte der Streckenverlauf der Targa Florio wieder dem originalen Grande circuito delle Madonie entsprechen. Auflagen der örtlichen Behörden verhinderten jedoch eine Durchführung, wodurch die Rückkehr zur angestammten Targa Florio um ein Jahr verschoben wurde. Daher fand das Rennen 1950 zum letzten Mal als Giro di Sicilia statt. 
Im Mittelpunkt der teilnehmenden Fahrer stand Tazio Nuvolari. Für den inzwischen 58 Jahre alten Lombarden wurde es das vorletzte Rennen seiner langen Karriere. Dass Nuvolari große gesundheitliche Probleme hatte, ließ er sich nicht anmerken, obwohl längst allgemein bekannt war, dass das fortgeschrittene Asthma bronchiale sein Leben bedrohte. Das Fahrzeug, einen Cisitalia-Abarth 204 A Spider Sport, stellte Carlo Abarth zur Verfügung, der Anfang 1950 die Rennfahrzeuge von Cisitalia übernommen hatte. 
Drei Fahrzeuge meldete Enzo Ferrari für seine Scuderia. Luigi Villoresi steuerte einen 166 MM und für Alberto Ascari sowie den jungen Werksfahrer Gianni Marzotto wurden zwei neue 195S Spider nach Palermo gebracht. Weitere 166 MM meldeten Giovanni Bracco, erneut mit Umberto Maglioli als Beifahrer, Inico Bernabei sowie die beiden Brüder von Gianni Marzotto, Paolo und Umberto. Luigi Fagioli fuhr seinen Osca MT4 und Felice Bonetto einen Alfa Romeo 412. 
Aus dem Vereinigten Königreich kam Lance Macklin mit einem Aston Martin DB2 nach Sizilien. Was für einen britischen Fahrer normal war, das Rennen auf einem englischen Wagen zu bestreiten, war für einen Italiener mehr als ungewöhnlich. Zwei Mitfavoriten vertrauten in diesem Jahr auf Produkte aus Großbritannien. Franco Cortese startete in einem Frazer Nash Le Mans Replica, den Conte Giovanni Lurani für ihn gemeldet hatte. Clemente Biondetti, der Sieger der letzten beiden Jahre, überraschte die Organisatoren um Vincenzo Florio mit der Meldung eines Jaguar XK 120. Erste deutsche Starter nach dem Ende des Zweiten Weltkriegs waren Petermax Müller und Fritz Huschke von Hanstein, die mit einem Müller-Eigenbau mit 1,1-Liter-Volkswagen-Motor an den Start gingen. Ein zweites deutsches Duo bildeten Helmut Polensky und Walter Schlüter mit ihrem Veritas BMW 750 Sport.

### Der Rennverlauf
Trotz des ansehnlichen Favoritenkreises endete die Targa Florio 1950 mit einer der größten Überraschungen ihrer Geschichte, nachdem die beiden aus Rom stammenden Bornigia-Brüder, die dort einen Fahrzeughandel betrieben, in ihrem Alfa Romeo 6C 2500 Competizione als Gesamtsieger durchs Ziel gingen. Beim Cisitalia-Abarth von Tazio Nuvolari fiel in der Nacht – wie üblich gingen die ersten Wagen eine Minute nach Mitternacht ins Rennen – das Vorderlicht aus. Eine Zeit lang fuhr er hinter einem anderen Teilnehmer her, ehe ihm dessen Tempo zu langsam war und Nuvolari überholte. Ohne Licht prallte er wenig später gegen ein abgestelltes Fahrzeug und musste aufgeben. Carlo Abarth ließ den nur leicht beschädigten Wagen nach dem Rennen reparieren. Eine Woche nach der Targa Florio startete Nuvolari damit beim Bergrennen Salita al Monte Pellegrino, wo er als Gesamtfünfter ins Ziel kam und seine Rennklasse gewann. Es war das letzte Rennen seiner Fahrerkarriere. 
Nach dem Ausfall des führenden Ascari wegen Motorschadens am Ferrari schien für Biondetti wieder alles in Ordnung zu kommen. Aber auch der Jaguar-Motor versagte seinen Dienst. Als dann auch noch Franco Cortese mit einem Leck im Treibstofftank seines Frazer Nash aufgeben musste, war der Weg zum Sieg für die Bornigia-Brüder frei.

## Ergebnisse

### Schlussklassement
| 1               | S über 2.0  | 500 | Bornigia Fratelli           | Mario Bornigia Franco Bornigia               | Alfa Romeo 6C 2500 Competizione     | 12:26:33,000 |
| 2               | S bis 2.0   | 442 | Inico Bernabei              | Inico Bernabei Tullio Pacini                 | Ferrari 166 MM                      | 12:38:05,000 |
| 3               | S bis 2.0   | 427 | Stefano La Motta            | Stefano La Motta Gennaro Alterio             | Ferrari 166 S                       | 12:53:05,000 |
| 4               | S bis 1.1   | 354 | Piero Scotti                | Piero Scotti Tontini                         | Fiat Ermini 1100 Sport              | 12:57:31,000 |
| 5               | S bis 1.1   | 333 | Guido Scagliarini           | Guido Scagliarini Cornelio Maffiodo          | Cisitalia-Abarth 204A               | 13:05:29,000 |
| 6               | S über 2.0  | 452 | Franco Rol                  | Franco Rol Vincenzo Richiero                 | Alfa Romeo 6C 2500 Competizione     | 13:06:10,000 |
| 7               | GT über 1.5 | 305 | Adolfo Schwelm-Cruz         | Adolfo Schwelm-Cruz F. Rignano Colonna       | Alfa Romeo 6C 2500 SS               | 13:10:12,000 |
| 8               | S bis 1.1   | 335 | Francesco Faraco            | Francesco Faraco Rosario Montalbano          | Cisitalia 202 SMM                   | 13:15:47,000 |
| 9               | S bis 2.0   | 428 | Luciano Musso               | Luciano Musso Alessandro Gaboardi            | Ferrari 166 MM                      | 13:20:01,000 |
| 10              | S bis 2.0   | 426 | Pietro Palmieri             | Pietro Palmieri Marcello Melani              | Maserati A6GCS                      | 13:20:30,000 |
| 11              | S bis 1.1   | 321 | Mario Giorgetti             | Mario Giorgetti A. Attili                    | Fiat Stanguellini 1100 Sport        | 13:24:25,000 |
| 12              | S bis 2.0   | 438 | Scuderia Ferrari            | Luigi Villoresi Pasquale Cassani             | Ferrari 166 MM                      | 13:25:38,000 |
| 13              | S über 2.0  | 406 | Giulio Cabianca             | Giulio Cabianca Alberto Pontirolli           | Fiat 1100S                          | 13:34:34,000 |
| 14              | S bis 1.1   | 342 | Giuseppe de Sarzana         | Giuseppe de Sarzana Giuseppe D'Alba          | Fiat 1100S                          | 13:37:50,000 |
| 15              | S über 2.0  | 502 | Tommy Wisdom                | Tommy Wisdom Tony Hume                       | Healey Silverstone                  | 13:38:06,000 |
| 16              | GT über 1.5 | 306 | Giovanni Rossi              | Giovanni Rossi Alessandro Perrone            | Alfa Romeo 6C 2500 SS               | 13:39:21,000 |
| 17              | S bis 1.1   | 343 | Rosario Mandina             | Rosario Mandina Domenico Li Volsi            | Fiat 1100S                          | 13:42:13,000 |
| 18              | S bis 1.1   | 401 | Giuseppe Aimetti            | Ugo Puma Robert Delpech                      | Osca MT4                            | 13:44:11,000 |
| 19              | S bis 2.0   | 433 | Conte Giovanni Lurani       | Franco Cortese Piero Facetti                 | Frazer Nash Le Mans                 | 13:44:41,000 |
| 20              | S bis 1.1   | 339 | Zurlo Fratelli              | Gaetano Zurlo Antonio Zurlo                  | Fiat 1100S                          | 13:47:44,000 |
| 21              | T über 1.5  | 223 | Emilio Dansi                | Emilio Dansi Roberto Martignoni              | Lancia Aprilia                      | 13:47:53,000 |
| 22              | T über 1.5  | 226 | Giovanni Pezzino            | Giovanni Pezzino di Giunta                   | Lancia Aprilia                      | 13:56:45,000 |
| 23              | S bis 750   | 200 | Angelo Apruzzi              | Angelo Apruzzi Alfredo Moro                  | Fiat Giannini 750 Sport             | 14:05:23,000 |
| 24              | GT über 1.5 | 220 | Giovanni Alessi             | Giovanni Alessi Paolo Gravina                | Lancia Aprilia                      | 14:06:12,000 |
| 25              | S bis 1.1   | 338 | Riccardo Mariotti           | Riccardo Mariotti Casadio                    | Fiat 1100S                          | 14:08:30,000 |
| 26              | GT über 1.5 | 308 | Sposi Vasaturo              | Francesco Vasaturo Anna Vasaturo             | Alfa Romeo 6C 2500 SS               | 14:14:31,000 |
| 27              | S bis 750   | 133 | Berardo Taraschi            | Berardo Taraschi Bruno Francisci             | Giaur Giannini 750 Sport            | 14:14:35,000 |
| 28              | GT über 1.5 | 218 | Baldassarre Taormina        | Baldassarre Taormina Calogero Adamo          | Lancia Aprilia                      | 14:15:04,000 |
| 29              | GT bis 1.5  | 244 | Salvatore Biondo            | Salvatore Biondo Antonio Valenti             | Lancia Aprilia GT                   | 14:26:28,000 |
| 30              | GT bis 1.5  | 215 | Domenico Giacobbe           | Domenico Giacobbe Alfredo Fondi              | Lancia Aprilia                      | 14:35:10,000 |
| 31              | GT bis 1.5  | 243 | Angelo Migliorini           | Angelo Migliorini Castone Crepalmi           | Cisitalia 202                       | 14:38:43,000 |
| 32              | S bis 1.1   | 355 | Ettore Giorgi               | Ettore Giorgi Roberto Sgorbati               | Fiat 1100S                          | 14:43:18,000 |
| 33              | T bis 1.1   | 105 | Guido Mancini               | Guido Mancini Carlo Mancini                  | Fiat 1100E                          | 14:46:25,000 |
| 34              | S bis 2.0   | 437 | Francesco Apruzzi           | Francesco Apruzzi Luigi Amati                | Fiat Stanguellini 1500 Sport        | 14:52:17,000 |
| 35              | T bis 1.5   | 219 | Domenico Fantauzzo          | Domenico Fantauzzo Domenico Lucchese         | Lancia Aprilia                      | 14:54:00,000 |
| 36              | S bis 750   | 138 | Sesto Leonardi              | Sesto Leonardi Agostino Prosperi             | Fiat Patriarca 750 Sport            | 14:57:24,000 |
| 37              | T bis 1.1   | 107 | Vincenzo Meynardi           | Vincenzo Meynardi Chigo                      | Fiat 1100E                          | 15:04:02,000 |
| 38              | GT bis 1.5  | 242 | Mario Sannino               | Mario Sannino Franco Palazzolo               | Lancia Aprilia GT                   | 15:07:29,000 |
| 39              | S bis 1.1   | 332 | Roberto Delfino             | Roberto Delfino Alessandro Perrone           | Fiat Stanguellini 1100 Sport        | 15:08:13,000 |
| 40              | S bis 1.1   | 404 | Petermax Müller             | Petermax Müller Fritz Huschke von Hanstein   | Volkswagen Speciale                 | 15:12:55,000 |
| 41              | S bis 1.1   | 359 | Igino Anelli                | Igino Anelli M. Dall'Erba                    | Fiat Stanguellini 1100 Sport        | 15:15:23,000 |
| 42              | S bis 1.1   | 104 | Schermi Fratelli            | Ottavio Schermi Giuseppe Schermi             | Fiat 1100E                          | 15:16:02,000 |
| 43              | T bis 1.1   | 123 | Luigi Sergio                | Luigi Sergio Antonio Cageggi                 | Fiat 1100E                          | 15:16:20,000 |
| 44              | T über 1.1  | 216 | Guglielmo Pinzero           | Guglielmo Pinzero Alvise di Pasquale         | Lancia Aprilia                      | 15:18:02,000 |
| 45              | S bis 750   | 154 | Armando Pasqualin           | Armando Pasqualin Gian-Luigi Zannini         | Pasqualin Giannini 750 Sport        | 15:28:18,000 |
| 46              | S bis 1.1   | 402 | Luigi Barraco               | Luigi Barraco Pipano                         | Fiat 1100S                          | 15:30:29,000 |
| 47              | T bis 1.1   | 112 | Vincenzo Morici             | Vincenzo Morici Gioacchino Occello           | Fiat 1100E                          | 15:30:42,000 |
| 48              | T über 1.1  | 227 | Luigi Sillitti              | Luigi Sillitti Luigi Chiaramonte Bordonaro   | Lancia Aprilia                      | 15:31:49,000 |
| 48              | S bis 1.1   | 337 | Elio Checcacci              | Elio Checcacci Pugi                          | Fiat Ermini 1100 Sport              | 15:31:49,000 |
| 50              | S bis 750   | 146 | Mario Pasetti               | Mario Pasetti Ottaviano Marazzi              | Fiat Siata 750 Sport                | 15:33:30,000 |
| 51              | T über 1.5  | 217 | Romanazzis                  | Edmondo Romanazzi Stefano Romanazzi          | Lancia Aprilia                      | 15:45:29,000 |
| 52              | T bis 750   | 005 | Giorgio Cavallo             | Giorgio Cavallo Ubaldo Lubiano               | Fiat 500C                           | 16:01:28,000 |
| 53              | T bis 750   | 008 | Gradanti                    | Carmelo Gradanti Giuseppe Gradanti           | Fiat 500C                           | 16:04:39,000 |
| 54              | T bis 1.1   | 106 | Pietro Giorgianni           | Pietro Giorgianni Alessandro Meli            | Lancia Ardea                        | 16:06:48,000 |
| 55              | S bis 750   | 140 | Francesco Garofano          | Francesco Garofano Riccardo Castelli         | Fiat 750 Sport                      | 16:07:10,000 |
| 56              | T bis 750   | 036 | Santo Signorelli            | Santo Signorelli Francesco La Paglia         | Fiat 500C                           | 16:08:09,000 |
| 57              | T bis 1.1   | 115 | Giampiero Segafredo         | Giampiero Segafredo Eloisa Segafredo         | Fiat 1100E                          | 16:11:15,000 |
| 58              | S über 2.0  | 302 | Antonio di Stefano          | Antonio di Stefano Pierluigi Ercole          | Alfa Romeo 6C 2500 SS               | 16:12:20,000 |
| 59              | S bis 750   | 147 | Bonomi Fratelli             | Marco Bonomi Giuseppe Bonomi                 | Fiat Giannini 750 Sport             | 16:13:16,000 |
| 60              | T bis 750   | 013 | Ferdinando Calfiero         | Ferdinando Calfiero Carlo Leonetti           | Fiat 500                            | 16:14:00,000 |
| 61              | GT bis 1.5  | 253 | Giuseppe Pagani             | Giuseppe Pagani Luigi Della Giustina         | Cisitalia 202                       | 16:15:02,000 |
| 62              | T bis 1.5   | 116 | Ferdinando Pioppo           | Ferdinando Pioppo Salvatore Pioppo           | Fiat 1100                           | 16:16:03,000 |
| 63              | T bis 1.1   | 108 | Armando Bevilacqua          | Armando Bevilacqua Nello Nasetti             | Fiat 1100E                          | 16:18:19,000 |
| 64              | T bis 750   | 038 | Domenico Minneci            | Domenico Minneci Antonio Montana             | Fiat 500                            | 16:22:27,000 |
| 65              | T bis 750   | 012 | Giorgio Scarlatti           | Giorgio Scarlatti Sandro Sebasti             | Fiat 500                            | 16:23:31,000 |
| 66              | T bis 750   | 037 | Ferdinando Rinzivillo       | Ferdinando Rinzivillo Luciano Corallo        | Fiat 500                            | 16:25:43,000 |
| 67              | T über 1.5  | 224 | Mario Damonte               | Mario Damonte Calligari                      | Lancia Aprilia                      | 16:28:10,000 |
| 68              | T bis 750   | 004 | Camillo Giuliani            | Camillo Giuliani Congiuro                    | Fiat 500A                           | 16:36:24,000 |
| 69              | T bis 750   | 029 | Vito Sabbia                 | Vito Sabbia Giuseppe Cavallaro               | Fiat 500C                           | 16:40:20,000 |
| 70              | T bis 750   | 025 | Michele Criscione           | Michele Criscione Carmelo Migliore           | Fiat 500                            | 16:44:45,000 |
| 71              | T bis 750   | 016 | Vittorio Giliberti          | Vittorio Giliberti Stefano Rometta           | Fiat 500                            | 16:46:02,000 |
| 72              | GT bis 1.5  | 252 | Edoardo Reginella           | Edoardo Reginella Egidio Galazzo             | Fiat 1100 Monterosa                 | 16:46:32,000 |
| 73              | T bis 750   | 015 | Gregorio Guzzardi           | Gregorio Guzzardi Antonio Vaccarò            | Fiat 500                            | 16:47:01,000 |
| 74              | T bis 750   | 001 | Carlo Siciliani             | Carlo Siciliani Angelo Russo                 | Fiat 500                            | 16:49:50,000 |
| 75              | S bis 750   | 152 | Emanuele Gaggiano           | Emanuele Gaggiano Ferrandino                 | Giaur Giannini 750 Sport            | 16:54:38,000 |
| 76              | T bis 750   | 040 | Emanuele Morso              | Emanuele Morso Giuseppe Maione               | Fiat 500                            | 16:57:08,000 |
| 77              | T bis 750   | 033 | Nicolò Mammina              | Nicolò Mammina Antonio Miceli                | Fiat 500C                           | 17:01:08,000 |
| 78              | T bis 750   | 018 | Antonio Barbagallo          | Antonio Barbagallo Antonio Scaglione         | Fiat 500                            | 17:01:21,000 |
| 79              | T bis 1.1   | 109 | Guido Vigneri               | Guido Vigneri Filippo Terzo                  | Fiat 1100B                          | 17:05:51,000 |
| 80              | T bis 750   | 026 | Vincenzo Accardo            | Vincenzo Accardo Antonio Germano             | Fiat 500C                           | 17:10:24,000 |
| 81              | T bis 750   | 017 | Emanuele Russo              | Emanuele Russo Salvatore Messina             | Fiat 500                            | 17:12:59,000 |
| 82              | S bis 750   | 151 | Gino D'Angeli               | Gino D'Angeli Piero-Antonio Gasperini        | Fiat Siata 750 Sport                | 17:23:25,000 |
| 83              | GT bis 1.5  | 250 | Cacciari                    | Alberico Cacciari Marcello Gallerani         | Fiat 1100 Zagato                    | 17:26:54,000 |
| 84              | GT bis 1.5  | 155 | Francesco Sartarelli        | Francesco Sartarelli Vito Guarrasi           | Fiat 750 Sport                      | 17:47:10,000 |
| 85              | T bis 750   | 007 | Cafiero Fratelli            | Pietro Cafiero Manfredi Cafiero              | Fiat 500                            | 17:47:25,000 |
| 86              | GT bis 1.5  | 248 | Emilio Ricciardi            | Emilio Ricciardi Bolognese                   | Cisitalia 202                       | 17:48:26,000 |
| 87              | T bis 750   | 042 | Enrico Tannoia              | Enrico Tannoia Giuseppe Mongeli              | Fiat 500B                           | 18:27:58,000 |
| 88              | T bis 750   | 009 | Giuseppe Pellegrini         | Giuseppe Pellegrini Bruno Barbaro            | Fiat 500                            | 19:38:18,000 |
| Nicht klassiert |             |     |                             |                                              |                                     |              |
| 89              | S bis 750   | 141 | Salvatore Arena             | Salvatore Arena Guido Marino                 | Fiat 750 Sport                      | 18:13:05,000 |
| 90              | S bis 750   | 134 | Alfredo Tinazzo             | Alfredo Tinazzo Giuseppe Barbieri            | Fiat BMW 750 Sport                  | 18:15:23,000 |
| Disqualifiziert |             |     |                             |                                              |                                     |              |
| 91              | T bis 750   | 028 | Angelo Sbordone             | Angelo Sbordone Luigi Puccini                | Fiat 500A                           |              |
| 92              | T bis 750   | 034 | Salvatore Tornatore         | Salvatore Tornatore Scarantino               | Fiat 500C                           |              |
| 93              | T bis 750   | 044 | Alessandro Zafferri         | Alessandro Zafferri Angelo Crivelli          | Fiat 500                            |              |
| 94              | T bis 1.1   | 110 | Salvatore La Luce           | Salvatore La Luce Attilio Buffa              | Fiat 1100                           |              |
| 95              | T bis 1.1   | 111 | Mario Lietti                | Mario Lietti E. Castelli                     | Fiat 1100E                          |              |
| 96              | S bis 750   | 157 | Maria Teresa de Filippis    | Maria Teresa de Filippis Pasquale Placido    | Urania 750 Sport                    |              |
| 97              | S über 2.0  | 454 | Nicola Musmeci              | Nicola Musmeci Giuseppe Sciuto               | Maserati A6GCS                      |              |
| Ausgefallen     |             |     |                             |                                              |                                     |              |
| 98              | T bis 750   | 002 | Sergio Ferraguti            | Sergio Ferraguti                             | Fiat 500                            |              |
| 99              | T bis 750   | 014 | Luigi Fiertler              | Luigi Fiertler                               | Fiat 500                            |              |
| 100             | T bis 750   | 031 | Vittorio Cundari            | Vittorio Cundari                             | Fiat 500C                           |              |
| 101             | T bis 1.1   | 101 | Cesare Folli                | Cesare Folli                                 | Fiat 1100                           |              |
| 102             | T bis 1.1   | 103 | Giacomo Franzitta           | Giacomo Franzitta                            | Fiat 1100                           |              |
| 103             | T bis 1.1   | 121 | Francesco Beneventano       | Francesco Beneventano Vittorio Omar          | Fiat 1100                           |              |
| 104             | S bis 750   | 131 | Rodolfo D'Apruzzo           | Rodolfo D'Apruzzo                            | Camen 750 Sport                     |              |
| 105             | S bis 750   | 132 | Luigi Musso                 | Luigi Musso Velio Bartolini                  | Patriarca Giannini 750 Sport        |              |
| 106             | S bis 750   | 135 | Celestino Giamporcaro       | Celestino Giamporcaro                        | Fiat 750 Sport                      |              |
| 107             | S bis 750   | 143 | Giorgio Beccucci            | Giorgio Beccucci                             | Fiat Giannini 750 Sport             |              |
| 108             | S bis 750   | 149 | Raffaele Ciolino            | Raffaele Ciolino                             | Fiat 750 Sport                      |              |
| 109             | S bis 750   | 153 | Ugo Mauthe                  | Ugo Mauthe                                   | Blatta BMW 750 Sport                |              |
| 110             | S bis 750   | 156 | Rosario Giovenco            | Rosario Giovenco                             | Fiat 750 sport                      |              |
| 111             | S bis 750   | 159 | Filippo Hercolani           | Filippo Hercolani                            | Giaur 750 Sport                     |              |
| 112             | S bis 750   | 201 | Carlo Giardina              | Carlo Giardina Giorgio Basile                | Fiat Giusti Testadoro 750 Sport     |              |
| 113             | S bis 750   | 202 | Helmut Polensky             | Helmut Polensky Walter Schlüter              | Veritas BMW 750 Sport               |              |
| 114             | T über 1.5  | 213 | Raffaele Biondi             | Raffaele Biondi Valenti                      | Lancia Aprilia                      |              |
| 115             | T über 1.5  | 214 | Gaetano Gagliano            | Gaetano Gagliano A. Graviglia                | Lancia Aprilia                      |              |
| 116             | GT bis 1.5  | 245 | Giovanni Federico           | Giovanni Federico                            | Lancia Aprilia GT                   |              |
| 117             | GT bis 1.5  | 246 | Raimondo Lanza di Trabia    | Raimondo Lanza di Trabia                     | Cisitalia 202                       |              |
| 118             | GT bis 1.5  | 247 | Rosario Mineo               | Rosario Mineo                                | Fiat 1100S                          |              |
| 119             | GT bis 1.5  | 249 | Antonio Naselli             | Antonio Naselli Luciano Palomba              | Maserati A6 1500                    |              |
| 120             | GT bis 1.5  | 251 | Angelo Apruzzi              | Angelo Apruzzi                               | Fiat 1100S                          |              |
| 121             | S bis 1.1   | 324 | Emilio Romano               | Emilio Romano                                | Abarth Cisitalia 204 A Spider Sport |              |
| 122             | S bis 1.1   | 325 | Pietro Mucera               | Pietro Mucera Rizzo                          | Fiat Mucera 1100 Sport              |              |
| 123             | S bis 1.1   | 326 | Luigi Fagioli               | Luigi Fagioli                                | Osca MT4 1100                       |              |
| 124             | S bis 1.1   | 327 | Giovanni Patanè             | Giovanni Patanè Sergio di Grazia             | Fiat Stanguellini 1100 Sport        |              |
| 125             | S bis 1.1   | 341 | Luciano De Luca             | Luciano De Luca Andrioli                     | Lancia Ardea Sport                  |              |
| 126             | S bis 1.1   | 344 | Gaetano di Stefano          | Gaetano di Stefano                           | Fiat 1100S                          |              |
| 127             | S bis 1.1   | 356 | Manlio Duberti              | Manlio Duberti                               | Abarth Cisitalia 204 A              |              |
| 128             | S bis 1.1   | 358 | Squadra Carlo Abarth        | Tazio Nuvolari Mario Maggio                  | Cisitalia-Abarth 204 A Spider Sport |              |
| 129             | S über 2.0  | 407 | Umberto Cagli               | Umberto Cagli Sergio Banti                   | Cisitalia 202 SMM                   |              |
| 130             | S über 2.0  | 408 | Rosario Mucera              | Rosario Mucera                               | Fiat Mucera 1100 Sport              |              |
| 131             | S bis 2.0   | 430 | Luigi Bellucci              | Luigi Bellucci                               | Lancia Paganelli 1500 Sport         |              |
| 132             | S bis 2.0   | 432 | Giovanni Bracco             | Giovanni Bracco Umberto Maglioli             | Ferrari 166 MM                      |              |
| 133             | S bis 2.0   | 435 | Fabrizio Serena di Lapigio  | Fabrizio Serena di Lapigio Mario Theodoli    | Lancia Aprilia Speciale 1500 Sport  |              |
| 134             | S bis 2.0   | 440 | Scuderia Marzotto           | Paolo Marzotto Licio Bevilacqua              | Ferrari 166 MM                      |              |
| 135             | S bis 2.0   | 441 | Mario Bilotti               | Mario Bilotti                                | Lancia Paganelli Sport              |              |
| 136             | S bis 2.0   | 445 | Scuderia Marzotto           | Umberto Marzotto                             | Ferrari 166 MM                      |              |
| 137             | S bis 2.0   | 450 | Felice Bonetto              | Felice Bonetto                               | Alfa Romeo Sport 4500               |              |
| 138             | S über 2.0  | 453 | Lance Macklin               | Lance Macklin John Gordon                    | Aston Martin DB2                    |              |
| 139             | S über 2.0  | 455 | Scuderia Ferrari            | Giannino Marzotto Marco Crosara              | Ferrari 195S Spider                 |              |
| 140             | S über 2.0  | 456 | Sydney Allard               | Sydney Allard                                | Allard J2                           |              |
| 141             | S über 2.0  | 457 | Scuderia Ferrari            | Alberto Ascari Ettore Salani                 | Ferrari 195S Spider                 |              |
| 142             | S über 2.0  | 459 | Ernest Stapleton            | Ernest Stapleton                             | Aston Martin DB2                    |              |
| 143             | S über 2.0  | 501 | Clemente Biondetti          | Clemente Biondetti Gino Bronzoni             | Jaguar XK 120                       |              |
| 144             | T bis 750   | 006 |                             | Grimaldi                                     | Fiat 500                            |              |
| 145             | T bis 750   | 010 | Giovanni Giaconia           | Giovanni Giaconia                            | Fiat 500C                           |              |
| 146             | T bis 750   | 011 |                             | Cafici                                       | Fiat 500                            |              |
| 147             | T bis 750   | 019 | Giovanni di Martino         | Giovanni di Martino                          | Fiat 500                            |              |
| 148             | T bis 750   | 020 | Umberto Cammarata           | Umberto Cammarata                            | Fiat 500                            |              |
| 149             | T bis 750   | 032 | Francesco Spinel            | Francesco Spinel                             | Fiat 500B                           |              |
| 150             | T bis 750   | 035 | Rocco Finocchiaro           | Rocco Finocchiaro                            | Fiat 500C                           |              |
| 151             | T bis 750   | 039 | Francesco Siracusa          | Francesco Siracusa                           | Fiat 500C                           |              |
| 152             | T bis 1.1   | 102 | Gustavo Ritcher             | Gustavo Ritcher                              | Lancia Ardea                        |              |
| 153             | T bis 1.1   | 113 | Antonio Pirrone             | Antonio Pirrone                              | Fiat 1100                           |              |
| 154             | T bis 1.1   | 119 | Giuseppe Giglio             | Giuseppe Giglio                              | Fiat 1100                           |              |
| 155             | S bis 750   | 137 | Umberto Bini                | Umberto Bini                                 | Fiat 750 Sport                      |              |
| 156             | S bis 750   | 139 | Mario Piccolo               | Mario Piccolo                                | Fiat BMW 750 Sport                  |              |
| 157             | GT über 1.5 | 304 | Count Giovanni Lurani       | Giovanni Lurani                              | Bristol 400                         |              |
| 158             | S bis 1.1   | 328 | Alfonso Vella               | Alfonso Vella Giovanni Canfarelli            | Fiat 1100 Sport                     |              |
| 159             | S bis 1.1   | 329 | Domenico Tramontana         | Domenico Tramontana                          | Cisitalia                           |              |
| 160             | S bis 1.1   | 329 | Domenico Rotolo             | Domenico Rotolo                              | Fiat Siata Balilla Coppa d'Oro      |              |
| 161             | S bis 1.1   | 345 | Otto Mathé                  | Otto Mathé                                   | VW Typ 60 K 10                      |              |
| 162             | S bis 1.1   | 348 | Giovanni Mancuso            | Giovanni Mancuso                             | Fiat 1100S                          |              |
| 163             | S bis 2.0   | 434 | Salvatore Russo             | Salvatore Russo                              | Lancia                              |              |
| 164             | S bis 2.0   | 436 | Nicola Cherubini            | Nicola Cherubini                             | Ferrari 166 Spyder Corsa            |              |
| 165             | S bis 2.0   | 444 | Giuseppe Mucera             | Giuseppe Mucers                              | Fiat Mucera 1500 Sport              |              |
| Nicht gestartet |             |     |                             |                                              |                                     |              |
| 166             | S bis 2.0   | 429 | Luigi Chiaramonte Bordonaro | Luigi Chiaramonte Bordonaro Giovanni Casales | Ferrari 166 Spyder Corsa            | 1            |

1 nicht gestartet

### Nur in der Meldeliste
Hier finden sich Teams, Fahrer und Fahrzeuge, die ursprünglich für das Rennen gemeldet waren, aber aus den unterschiedlichsten Gründen daran nicht teilnahmen.
| Pos. | Klasse     | Nr. | Team                     | Fahrer                            | Chassis                 |
| ---- | ---------- | --- | ------------------------ | --------------------------------- | ----------------------- |
| 167  | GT bis 1.5 | 241 |                          |                                   | Cisitalia 202 SC        |
| 168  | S bis 1.1  | 346 | Raimondo Lanza di Trabia | Raimondo Lanza di Trabia          | Fiat Volpini 1100 Sport |
| 169  |            |     |                          | Ovidio Capelli                    |                         |
| 170  | T bis 750  | 003 | Mario dalla Favera       | Mario dalla Favera                | Fiat 500                |
| 171  | T bis 750  | 021 |                          |                                   | Fiat 500                |
| 172  | T bis 750  | 023 |                          | Romeo                             | Fiat 500                |
| 173  | T bis 750  | 024 | Ernesto Saccani          | Ernesto Saccani                   | Fiat 500                |
| 174  | T bis 750  | 027 |                          | Miracolo                          | Fiat 500                |
| 175  | T bis 750  | 030 |                          | Mele                              | Fiat 500                |
| 176  | T bis 750  | 041 | Matteo Pezzino           | Matteo Pezzino                    | Fiat 500                |
| 177  | T bis 750  | 043 | Giovanni Grillo          | Giovanni Grillo                   | Fiat 500                |
| 178  | T bis 750  | 045 | Natale Birguglio         | Natale Birguglio                  | Fiat 500                |
| 179  | T bis 750  | 046 |                          | Vece                              | Fiat 500                |
| 180  | T bis 1.1  | 114 | Antonio D'Agata          | Antonio D'Agata                   | Fiat 1100               |
| 181  | T bis 1.1  | 117 | Umberto Cammarata        | Umberto Cammarata                 | Fiat 1100               |
| 182  | T bis 1.1  | 118 | Guglielmo Aiello         | Guglielmo Aiello                  | Fiat 1100               |
| 183  | T bis 1.1  | 120 |                          | La Morella                        | Fiat 1100               |
| 184  | T bis 1.1  | 122 | Giuseppe Miceli          | Giuseppe Miceli                   | Fiat 1100               |
| 185  | S bis 750  | 144 | Elio Zagato              | Elio Zagato                       | Giusti Testadoro        |
| 186  | S bis 750  | 145 | Giovanni Battista Motta  | Giovanni Battista Motta           | Fiat 750 Sport          |
| 187  | S bis 750  | 148 | Lorenzo Bonocore         | Lorenzo Bonocore                  | Fiat 750 Sport          |
| 188  | S bis 750  | 150 | Angelo Molinari          | Angelo Molinari                   | Simca Dého              |
| 189  | S bis 750  | 158 | Luigi Musso              | Luigi Musso                       | Giaur 750 Sport         |
| 190  | T über 1.5 | 211 | Giuseppe Nicolosi        | Giuseppe Nicolosi Enzo Catania    | Lancia Aprilia          |
| 191  | T über 1.5 | 212 | Saro Bertazzi            | Saro Bertazzi Orazio Licciardello | Lancia Aprilia          |
| 192  | T über 1.5 | 221 | Adolfo Macchieraldo      | Adolfo Macchieraldo G. Botto      | Lancia Aprilia          |
| 193  | T über 1.5 | 222 |                          | Albani                            | Lancia Aprilia          |
| 194  | S bis 1.1  | 322 | Giuseppe Sapienza        | Giuseppe Sapienza                 | Fiat                    |
| 195  | S bis 1.1  | 330 |                          | Salonia                           | Cisitalia               |
| 196  | S bis 1.1  | 331 | Enrico Manzini           | Enrico Manzini                    | Stanguellini S1100      |
| 197  | S bis 1.1  | 334 |                          | Calta                             | Fiat 1100 Sport         |
| 198  | S bis 1.1  | 340 |                          |                                   | Fiat 1100S              |
| 199  | S bis 1.1  | 347 | Lorenzo Zampaglione      | Lorenzo Zampaglione               | Cisitalia 202           |
| 200  | S bis 1.1  | 350 | Agostino Giardina        | Agostino Giardina                 | Fiat 1100 Sport         |
| 201  | S bis 1.1  | 351 |                          | Cripenius                         |                         |
| 202  | S bis 1.1  | 352 | Michele Tornatore        | Michele Tornatore                 | Fiat 1100S              |
| 203  | S bis 1.1  | 353 | Alfonso Frangimore       | Alfonso Frangimore                | Fiat 1100S              |
| 204  | S bis 1.1  | 400 |                          | Giunta                            | Cisitalia               |
| 205  | S bis 1.1  | 405 |                          | Centonze                          | Fiat 1100S              |
| 206  | S bis 2.0  | 431 | Amedeo Ruggero           | Amedeo Ruggero                    | Maserati                |
| 207  | S bis 2.0  | 439 | Scuderia Marzotto        | Umberto Marzotto                  | Ferrari                 |
| 208  | S über 2.0 | 451 | Carlo Pottino            | Carlo Pottino                     | Alfa Romeo 2500         |
| 209  | S über 2.0 | 458 | Serafino Castro          | Serafino Castro                   | Alfa Romeo 2500         |

### Klassensieger
| Klasse      | Fahrer              | Fahrer             | Fahrzeug                        | Platzierung im Gesamtklassement |
| ----------- | ------------------- | ------------------ | ------------------------------- | ------------------------------- |
| S über 2.0  | Mario Bornigia      | Franco Bornigia    | Alfa Romeo 6C 2500 Competizione | Gesamtsieg                      |
| S bis 2.0   | Inico Bernabei      | Tullio Pacini      | Ferrari 166 MM                  | Rang 2                          |
| S bis 1.1   | Piero Scotti        | Tontini            | Fiat Ermini 1100 Sport          | Rang 4                          |
| S bis 750   | Angelo Apruzzi      | Alfredo Moro       | Fiat Giannini 750 Sport         | Rang 23                         |
| GT über 1.5 | Adolfo Schwelm-Cruz | F. Rignano Colonna | Alfa Romeo 6C 2500 SS           | Rang 7                          |
| GT bis 1.5  | Salvatore Biondo    | Antonio Valenti    | Lancia Aprilia GT               | Rang 29                         |
| T über 1.5  | Emilio Dansi        | Roberto Martignoni | Lancia Aprilia                  | Rang 21                         |
| T bis 1.1   | Guido Mancini       | Carlo Mancini      | Fiat 1100E                      | Rang 33                         |
| T bis 750   | Giorgio Cavallo     | Ubaldo Lubiano     | Fiat 500C                       | Rang 52                         |

### Renndaten
- Gemeldet: 209
- Gestartet: 165
- Gewertet: 88
- Rennklassen: 9
- Zuschauer: unbekannt
- Wetter am Renntag: warm und trocken
- Streckenlänge: 1077,614 km
- Fahrzeit des Siegerteams: 12:26:33,000 Stunden
- Gesamtrunden des Siegerteams: 1
- Gesamtdistanz des Siegerteams: 1077,614 km
- Siegerschnitt: 86,799 km/h
- Schnellste Trainingszeit: keine
- Schnellste Rennrunde: keine
- Rennserie: zählte zu keiner Rennserie